# 佛瑞德加·博哲
佛瑞德加·博哲（Fredegar Bolger）是托爾金（J. R. R. Tolkien）奇幻小說《魔戒》的虛構人物。

## 生平
他是少數知道佛羅多·巴金斯（Frodo Baggins）持有至尊魔戒的哈比人。佛瑞德加·博哲是希爾迪布蘭德·圖克（Hildibrand Took）的後裔，希爾迪布蘭德·圖克是傑龍提斯·圖克的眾子之一。佛瑞德加·博哲是歐多瓦卡·博哲及羅森孟達·圖克的兒子，屬於博哲2980家族。
佛羅多·巴金斯、山姆·詹吉、梅里雅達克·烈酒鹿、皮瑞格林·圖克要將至尊魔戒帶到瑞文戴爾。佛瑞德加·博哲卻留在佛羅多在溪谷地的房子，讓他人認為眾人還留在溪谷地，以延誤眾人離開的消息，以及和甘道夫互通消息。佛瑞德加·博哲對未知的戒靈（Nazgûl）不太感到畏懼，佛瑞斯加·博哲終成功逃命。佛瑞德加·博哲對老林（Old Forest）的傳說很畏懼，加上他熱愛夏爾，所以他沒有同行。梅里曾嘗試說服佛瑞德加·博哲減輕對老林的恐懼，但佛瑞德加·博哲堅持不願意進入老林。眾人只依靠梅里的地理知識穿越老林。
佛瑞德加·博哲生於第三紀元2980年，他有一名妹妹，名為愛斯特拉，後來嫁給梅里雅達克·烈酒鹿。
薩魯曼在後來控制了夏爾，佛瑞德加·博哲帶領同黨對抗薩魯曼旗下的惡徒，但最終都被生擒。他在囚禁期間沒有進食，當他被救起以後，沒有人再叫他小胖了。
在彼得·傑克遜的電影《魔戒》裡，有關佛羅多在溪谷地購屋的情節被刪去，故佛瑞德加·博哲只在比爾博的宴會裡客串。

## 瑣事
在較早的版本裡，佛瑞德加·博哲擔當更重要的角色，但這構思終被摒棄。雖然如此，佛瑞德加·博哲是《魔戒》的第一位英雄，也是最後一位英雄。他在老林之前折返，獨自面對戒靈，大概阻延了戒靈數天的時間。他都是其中一位最後在牢獄救出的人。